# Ömer Ali Şahiner
Ömer Ali Şahiner (Bursa, 2 januari 1992) is een Turks voetballer die doorgaans speelt als rechtsbuiten. In januari 2021 verruilde hij Konyaspor voor Istanbul Başakşehir. Şahiner maakte in 2019 zijn debuut in het Turks voetbalelftal.

## Clubcarrière
Şahiner startte zijn carrière als voetballer in 2004 in de jeugd van Karabağ GB, wat hij na drie jaar verliet om in de opleiding van Konya Şekerspor te gaan voetballen. Een jaar later werd hij opgenomen in het eerste elftal van die club en hij maakte ook al zijn debuut. Vanaf zijn tweede seizoen in de basis werd de vleugelspeler meer een vaste waarde en hij pikte vaker zijn doelpunten mee. Het toppunt voor Şahiner was het seizoen 2011/12, waarin hij tot negen competitiedoelpunten wist te komen. In de zomer van 2012 maakte de Turk de overstap naar stadsgenoot Konyaspor, dat uitkwam in de 1. Lig, het tweede niveau. Hij tekende er voor drie jaar. In zijn eerste seizoen bij de club promoveerde het direct en de jaren erop zou Şahiner actief zijn in de Süper Lig. In het seizoen 2015/16, waarin de rechtsbuiten drieëndertig competitiewedstrijden speelde, eindigde Konyaspor als derde achter Beşiktaş en Fenerbahçe. Na afloop van dit succesvolle seizoen verlengde Şahiner zijn verbintenis, tot medio 2019. Ook dit contract werd opengebroken en verlengd, ditmaal tot medio 2022. In januari 2021 verkaste Şahiner voor een bedrag van circa een miljoen euro naar Istanbul Başakşehir, waar hij zijn handtekening zette onder een verbintenis voor de duur van tweeënhalf jaar. Deze verbintenis werd in oktober 2022 opengebroken en met een jaar verlengd. In juni 2024 werd er nog een seizoen toegevoegd aan zijn verbintenis met een optie op een jaar extra. Deze optie werd in juni 2025 gelicht.

## Clubstatistieken
| Seizoen | Club                | Competitie | Competitie | Competitie | Beker | Beker | Internationaal | Internationaal | Totaal | Totaal |
| Seizoen | Club                | Competitie | Wed.       | Dlp.       | Wed.  | Dlp.  | Wed.           | Dlp.           | Wed.   | Dlp.   |
| ------- | ------------------- | ---------- | ---------- | ---------- | ----- | ----- | -------------- | -------------- | ------ | ------ |
| 2008/09 | Konya Şekerspor     | 2. Lig     | 10         | 0          | 0     | 0     | —              | —              | 10     | 0      |
| 2009/10 | Konya Şekerspor     | 2. Lig     | 24         | 3          | 4     | 2     | —              | —              | 28     | 5      |
| 2010/11 | Konya Şekerspor     | 2. Lig     | 28         | 6          | 4     | 1     | —              | —              | 32     | 7      |
| 2011/12 | Konya Şekerspor     | 2. Lig     | 30         | 9          | 2     | 0     | —              | —              | 32     | 9      |
| 2012/13 | Konyaspor           | 1. Lig     | 31         | 2          | 1     | 0     | —              | —              | 32     | 1      |
| 2013/14 | Konyaspor           | Süper Lig  | 26         | 2          | 1     | 0     | —              | —              | 27     | 2      |
| 2014/15 | Konyaspor           | Süper Lig  | 30         | 2          | 5     | 2     | —              | —              | 35     | 4      |
| 2015/16 | Konyaspor           | Süper Lig  | 33         | 3          | 9     | 0     | —              | —              | 42     | 3      |
| 2016/17 | Konyaspor           | Süper Lig  | 31         | 5          | 8     | 0     | 6              | 0              | 45     | 5      |
| 2017/18 | Konyaspor           | Süper Lig  | 31         | 5          | 6     | 1     | 6              | 0              | 43     | 6      |
| 2018/19 | Konyaspor           | Süper Lig  | 27         | 8          | 0     | 0     | —              | —              | 27     | 8      |
| 2019/20 | Konyaspor           | Süper Lig  | 30         | 4          | 1     | 0     | —              | —              | 31     | 4      |
| 2020/21 | Konyaspor           | Süper Lig  | 12         | 0          | 2     | 2     | —              | —              | 14     | 2      |
| 2020/21 | Istanbul Başakşehir | Süper Lig  | 16         | 2          | 2     | 0     | —              | —              | 18     | 2      |
| 2021/22 | Istanbul Başakşehir | Süper Lig  | 22         | 0          | 0     | 0     | —              | —              | 22     | 0      |
| 2022/23 | Istanbul Başakşehir | Süper Lig  | 27         | 1          | 6     | 0     | 11             | 0              | 44     | 1      |
| 2023/24 | Istanbul Başakşehir | Süper Lig  | 22         | 0          | 1     | 0     | —              | —              | 23     | 0      |
| 2024/25 | Istanbul Başakşehir | Süper Lig  | 22         | 1          | 3     | 0     | 9              | 2              | 34     | 3      |
| 2025/26 | Istanbul Başakşehir | Süper Lig  | 0          | 0          | 0     | 0     | 1              | 1              | 1      | 1      |
| Totaal  | Totaal              | Totaal     | 452        | 53         | 53    | 7     | 33             | 3              | 538    | 63     |

Bijgewerkt op 25 juli 2025.

## Interlandcarrière
Şahiner maakte zijn debuut in het Turks voetbalelftal op 2 juni 2019, toen tegen Oezbekistan met 2–0 gewonnen werd door twee treffers van Zeki Çelik. Şahiner moest van bondscoach Şenol Güneş op de reservebank beginnen en hij mocht in de rust invallen voor Efecan Karaca.
| Interlands van Ömer Ali Şahiner voor Turkije | Interlands van Ömer Ali Şahiner voor Turkije | Interlands van Ömer Ali Şahiner voor Turkije | Interlands van Ömer Ali Şahiner voor Turkije | Interlands van Ömer Ali Şahiner voor Turkije | Interlands van Ömer Ali Şahiner voor Turkije | Interlands van Ömer Ali Şahiner voor Turkije |
| №                                            | Datum                                        | Wedstrijd                                    | Uitslag                                      | Competitie                                   | Goals                                        |                                              |
| Als speler bij Konyaspor                     | Als speler bij Konyaspor                     | Als speler bij Konyaspor                     | Als speler bij Konyaspor                     | Als speler bij Konyaspor                     | Als speler bij Konyaspor                     | Als speler bij Konyaspor                     |
| -------------------------------------------- | -------------------------------------------- | -------------------------------------------- | -------------------------------------------- | -------------------------------------------- | -------------------------------------------- | -------------------------------------------- |
| 1                                            | 2 juni 2019                                  | Turkije – Oezbekistan                        | 2 – 0                                        | Vriendschappelijk                            |                                              |                                              |

Bijgewerkt op 25 juli 2025.

## Erelijst
| Türkiye Kupası | 1 | 2016/17 |
| Süper Kupa     | 1 | 2017    |